# 트란스바이칼 전선군
트란스바이칼 전선군(러시아어: Забайкальский фронт))은 제2차 세계 대전 당시 붉은 군대에서 창설된 전선군이다. 소련-일본 전쟁 때인 1945년 7월, 트란스바이칼 전선군의 총 병력은 600,000명이었다. 1941년 9월 15일 트란스바이칼 군관구를 기반으로 설립되었으며, 초기에는 제17군과 제19군을 예하 부대로 두고 있었다. 1942년 8월 제12항공군이 트란스바이칼 전선군에 배속되었고, 1945년 7월부터 8월까지 제39군과 제53군, 제6근위전차군, 그리고 이사 플리예프가 지휘하는 몽골-소련 기병기계화군단이 추가로 배속되었다.
동부 전선에서 트란스바이칼 전선군은 병력 300,000명과 1,440대의 전차, 그리고 2,220문의 포를 파견했다. 그러나 대부분의 트란스바이칼 전선군 예하 부대는 일본군의 침입에 대비해 소련 동부의 주요 도시들을 방어하는 "후방기지" 임무 역할을 맡았다. 1945년 7월 트란스바이칼 전선군의 사령관은 미하일 코발료프에서 로디온 말리놉스키로 바뀌었다. 1945년 8월 소련-일본 전쟁이 발발했을 때, 로디온 말리놉스키가 지휘하는 트란스바이칼 전선군의 예하부대는 만주 전략공세작전에 참여했다. 1945년 9월까지 트란스바이칼 전선군은 만주 대부분을 점령했다. 1945년 10월, 트란스바이칼 전선군은 트란스바이칼-아무르 군관구로 개편되고 해체되었다.